# Ivan Mitjurin

Ivan Mitjurin

Ivan Vladimirovitj Mitjurin (Иван Владимирович Мичурин), född 27 oktober 1855 i guvernementet Rjazan, död 7 juni 1935 i Mitjurinsk, var en rysk (sovjetisk) hortonom, mottagare av Leninorden. Mitjurin är mest känd som Trofim Lysenkos förebild, och Lysenkos lära kallades följdriktigt mitjurinism av bolsjevikerna, även om den huvudsakligen utarbetades av Lysenko själv.

## Biografi
- 1875 hyrde Mitjurin mark nära Tambov och inledde forskning i pomologi och växtgenetik.
- 1899 flyttar Mitjurin sina försöksodlingar för att få större utrymme
- 1920 beordrar Lenin en utvärdering av Mitjurins forskning och dess praktiska tillämpning
- 11 september 1922 besöks Mitjurin av Michail Kalinin på Lenins begäran
- 20 november 1923 förklarar Sovnarkom att Mitjurins försöksodlingar utgör ett viktigt statsintresse
- 1928 upprättar sovjetstaten en egen försöksstation baserad på Mitjurins metoder och de rön han gjort
- Statens ovan nämnda försöksstation ombildas till Mitjurins centrala genetiska laboratorium 1934

Mitjurins teori om ärftlighet utgjorde i grunden en variant av lamarckism. Han hävdade att odlarens eller uppfödarens uppgift var att förbättra det naturliga urvalet. Följande citat av Mitjurin blev vida spritt i Sovjetunionen: "Мы не можем ждать милостей от природы. Взять их у нее - наша задача" ("Vi kan inte vänta på att naturen spontant ska göra oss tjänster. Att istället ta för oss vad vi vill ha -- det är vår uppgift."). 

## Vetenskaplig gärning
Mitjurins inställning till genetiken avviker från vad som kan anses vetenskapligt godtagbart. Inom pomologin, fruktforskningen, utförde Mitjurin dock mycket värdefullt arbete. Han forskade där framförallt kring hybrider.
Under Mitjurins tid började man i Sovjetunionen odla hans hybrider på äpple, päron, körsbär med mera, och Mitjurin var en pionjär ifråga om att odla hybrider av druva, aprikos och andra sydfrukter i ett kallt klimat. Sammanlagt anses Mitjurin ha tagit fram 300 nya växtarter.